# Georges Perrot
Pour les articles homonymes, voir Perrot.
Georges Perrot, né à Villeneuve-Saint-Georges le 12 novembre 1832 et mort le 30 juin 1914 à Paris, est un archéologue et helléniste français.

## Biographie

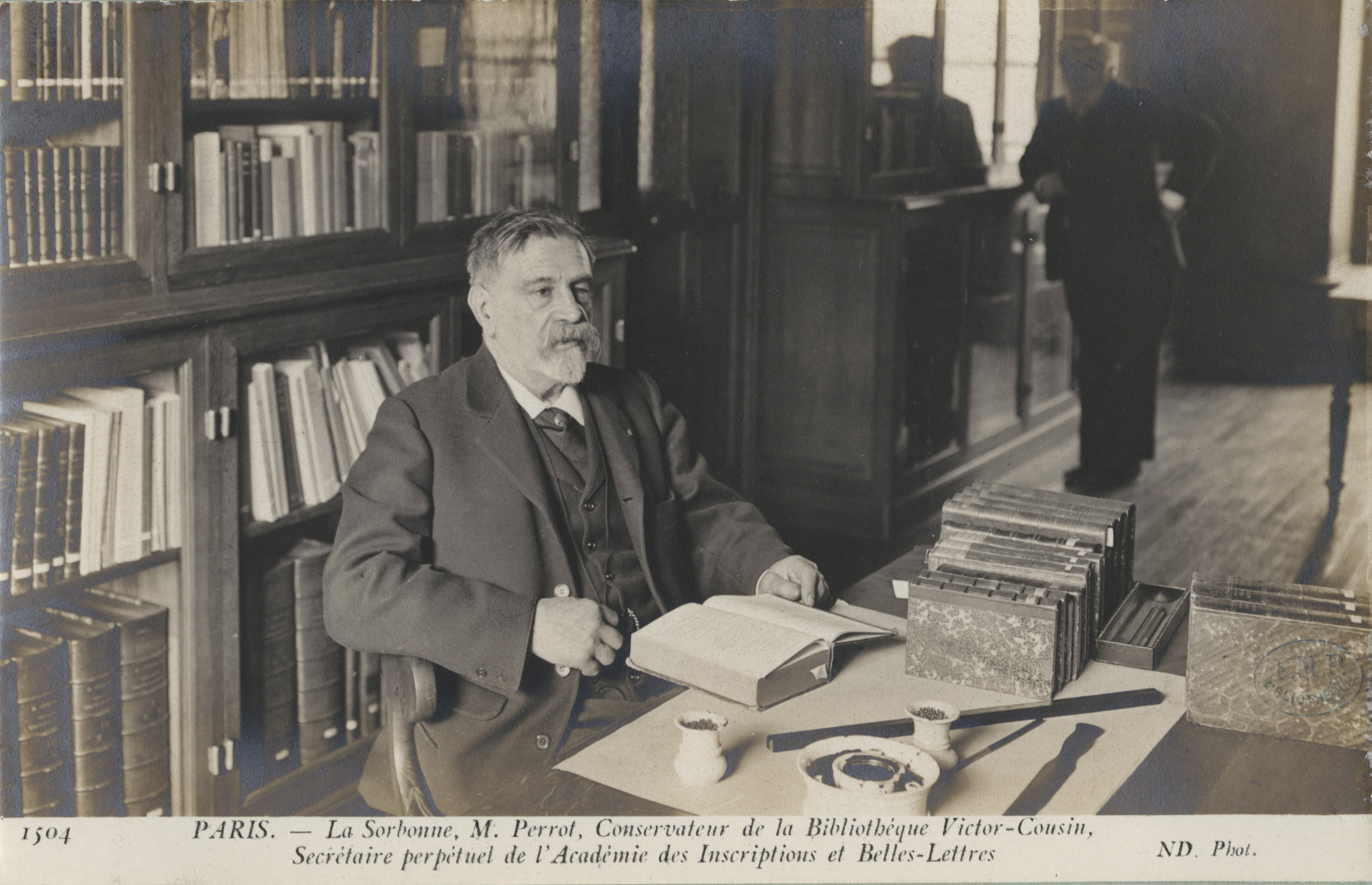
Georges Perrot à la Sorbonne.

Reçu premier à l'École normale supérieure en 1852 et premier à l'agrégation des lettres en 1859, il est membre de l'École d'Athènes de 1855 à 1858 puis il donne des cours aux lycées d'Angoulême (1858), Orléans (1859), Versailles (1862), Louis-le-Grand (1864). 
Le 9 mars 1867, il soutient ses deux thèses de doctorat ès lettres à la Faculté de Paris. La première, en français, s'intéresse au droit public à Athènes. La deuxième, en latin, aborde la province romaine de Galatie. De 1877 à 1899, il participe à de très nombreuses soutenances de thèses de doctorat ès lettres, en qualité de membre du jury.  
Il enseigne ensuite à l'École normale supérieure à partir de 1869 en tant que suppléant de la conférence de langue et littérature latines puis il y est nommé maitre de conférences en 1871. Il est également directeur d'étude à l'EPHE en 1874. Enseignant d'archéologie à la Sorbonne à partir de 1876, il dirige l’École normale supérieure de 1883 à 1902. En 1874, il est élu membre de l'Académie des inscriptions et belles-lettres, dont il est secrétaire perpétuel de 1904 (il succède à Henri Wallon en cette dignité) à sa mort. Une médaille et un prix décernés par l’académie portent son nom.
En 1857, avec Louis Thénon, il découvre un premier fragment du code de Gortyne.
En 1861, avec l’architecte Edmond Guillaume et le médecin voyageur Jules Delbet, il effectue pour le ministère de l’Instruction publique une mission scientifique et littéraire en Grèce et en Asie Mineure. Leurs résultats sont publiés en 1872. Plusieurs autres missions suivront en Grèce.
À la fin du XIXe siècle, il effectue avec l’architecte Charles Chipiez un grand voyage d’études de l’architecture antique avec le soutien de la maison d’édition Hachette. Ce voyage les mène au travers de la Grèce, la Turquie, l’Égypte, l’Iran, l'Italie et dans d’autres pays. Ils y réalisent des études architecturales, basées sur l’observation minutieuse des sculptures et des ruines, sur la plupart des monuments antiques. Ils publient à leur retour un grand ouvrage en plusieurs volumes réalisant une synthèse sur l’histoire de l’architecture antique, avec de nombreuses illustrations. Après la mort de Chipiez, Georges Perrot en continue la rédaction et publie seul les deux ultimes volumes, l’ouvrage restant inachevé à son décès.
Il a également collaboré avec la Revue des deux mondes, la Gazette des Beaux-Arts, le Journal des Débats, Le Temps et il a été co-directeur de la Revue archéologique.

## Principaux ouvrages
- Souvenirs d'un voyage en Asie mineure, Michel-Lévy frères, Paris, 1863.
- Essais sur le droit public et privé de la République athénienne. Le Droit public, Paris, Thorin, 1867.

- Prix Montyon de l’Académie française 1868
- Exploration archéologique de la Galatie et de la Bithynie d'une partie de la Mysie de la Cappadoce et du Pont exécutée en 1861, avec Edmond Guillaume et Jules Delbet, Firmin Didot, Paris, 1872.
- L'Éloquence politique et judiciaire à Athènes. I : Les Précurseurs de Démosthène, Hachette, Paris, 1873.

- Prix Bordin de l’Académie française
- Mémoires d'archéologie, d'épigraphie et d'histoire, Didier, Paris, 1875.
- Histoire de l'art dans l'Antiquité, Égypte, Assyrie, Perse, Asie mineure, Grèce, Etrurie, Rome, avec Charles Chipiez pour les 8 premiers volumes, Paris, Hachette, 10 volumes, 1882-1914.
  -  Tome VIII : La Grèce archaïque. La sculpture (1903)
- Praxitèle : étude critique, H. Laurens, Paris, 1906.
- L'Institut de France, avec Gaston Boissier et Franklin Alfred, collection « Les Grandes Institutions de France », H. Laurens, Paris, 1907.

### Traductions
- Max Müller : Nouvelles Leçons sur la science du langage, cours professé à l’institution royale de la Grande-Bretagne en l'année 1863, avec Georges Harris, A. Durand et Pedone-Lauriel, Paris, 1864 ; 1867-1868
- Henry Bulwer-Lytton : Essai sur Talleyrand, C. Reinwald, Paris, 1868
- Max Müller : Essais sur la mythologie comparée : les traditions et les coutumes, Didier, Paris, 1873

## Distinctions
- Grand officier de la Légion d'honneur, décret du 5 avril 1903[5]
- Commandeur de la Légion d'honneur, décret du 19 avril 1895
- Officier de la Légion d'honneur, décret du 13 juillet 1882
- 1890 : Académie des inscriptions et belles-lettres - Prix Louis Fould, avec Charles Chipiez pour leur Histoire de l'art dans l'antiquité[6]